# Bussa
Bussa – była stolica królestwa Kanem-Bornu w północnej Nigerii.  Miasto stanowiło najdalej w górę rzeki położony punkt żeglowny nad Nigrem, tuż powyżej wodospadów.  W czasach dzisiejszych tereny miasta kryją wody jeziora Kainji, które powstało w roku 1968 po zbudowaniu zapory Kainji Dam. Większe budowle miasta i mieszkańcy zostali przeniesieni do nowo powstałego miasta New Bussa.
W roku 1806 w nurtach rzeki w tym miejscu utonął brytyjski podróżnik Mungo Park starający się ustalić bieg rzeki, którą w przeszłości uważano za dopływ Nilu.  W latach 1894–1898 spór o posiadanie tych terenów toczyły Wielka Brytania i Francja. W 1897 Bussa weszła w skład Brytyjskiego Protektoratu Nigru.